# نايل وودز
نايل وودز (بالإنجليزية: Niall Woods)‏ هو لاعب اتحاد الرغبي أيرلندي، ولد في 21 يونيو 1971.